# أرارات (قرية)
أرارات(أرمينية: Արարատ، هي قَريَة رَئيسيّة في مقاطعة أرارات في أرمينيا، تَقَع عَلى بُعد 14 كم جَنوب مَركَز أرتاشات الإقليمِي. وقَد تَأسست في عام 1828 وتُعرَف باسم دافالو حَتى عام 1935. في تِعداد عام 2011، كانَ عَدد سُكان القَريَة 7609.
استَضافَت لأول بِعثة CYMA - كَندية لِلشباب في أرمينيا بِقيادَة رونالد البيني في عام 1993. القَرية هِي مَوطن لِمتحف دار فازجين سركسيان.

## أشهر المواطنين
- فازجين سركسيان، اغتيل رئيس وزراء أرمينيا.
- أرام سركسيان، رئيس وزراء أرمينيا الأسبق.